# Mediu activ laser
Partea esențială a unui dispozitiv laser o constituie mediul activ, adică un mediu în care se gasesc atomii aflați într-o stare energetică superioară celei de echilibru.  În acest mediu activ se produce amplificarea radiației luminoase (dacă avem o radiație luminoasă incidentă) sau chiar emisia și amplificarea radiației luminoase (dacă nu avem o radiație luminoasă incidentă).După natura mediului activ deosebim mai multe tipuri de laser. Printre acestea regăsim laserul cu rubin, la care distingem bara de rubin tratat drept mediul activ iar ansamblul, sursa de lumină și oglinzile poartă rolul de sistem de excitare. Laserul cu gaz folosește amestecuri de gaze  rare (He, Ne, Ar, Kr) sau CO2 drept mediu activ iar o sursă de curent electric legată la doi electrozi ia rolul de sistem de excitare.